# 问题
问题很难有一个确定的、无异议的定义，但是，一般来说都问题包含有以下三个基本成分：
1. 上下文－和问题相关的场景，指一组已经是明确已知的，关于问题条件的描述。
2. 目标－指关于构成问题结论的明确描述。
3. 障碍－指问题的正确解决方法不是显而易见的，必须通过一定的思维活动，才能找到答案。

一般而言，问题是由于某些导致不能达到目的或者实现目标的认识障碍。它是指现状有些不理想的部份，没有被解决，或者事态出现意外。通常，问题也可能是因为要得到答案。

## 定义解析
- 问题以不同的形式存在于人类活动的不同领域。问题可有如下例子：

1. 在数学领域，问题是关于数学描述对象和结构的疑问（Question）。 数学问题的可以非常的具体("求x² − 1 = 0的解?") ，也可能非常的一般（general） ("为什么这些数在不同情况（领域）里面出现？请给出假说并证明之。")；
2. 在社会领域，问题是指某类困境。如果解决了这个困境，可以产生社会效益，比如使社会更为和谐，提高效率，或者消除、减少社会矛盾；
3. 在商业领域，问题是指现状和期望的情况的差别。通常，在问题原因不明确情况下，需要进行根本原因分析（Root-Cause-Analyze）和评估行动的合理性。

- 归结起来，可以发现不同的定义里面共同的元素：

1. 期望。表明问题属于认知领域；问题不是独立存在的，必须要有抱有期望的主体存在，比如人，才会感受或者认识问题；关于问题和期望的关系有较多的争议，有人认为问题是独立于问题解决的主体存在的客观世界的一种表达形式，只不过能够被主体感知和表达出来而已
2. 现状。事态的目前的状态，包括主体的情况和问题客体的情况；
3. 期望和现状之间的差异。这个是问题的核心。包括：主体对上下文的理解和目标状态的理解程度的差异,以及客体和目标状态的差异以及如果期望和现状向符合，那么问题就失去存在的基础；
4. 待解决。因为期望没有得到满足，差异的存在。问题解决者需要尝试查找里面的原因，并提出解释问题的原因或者解决问题的方案，以期解决问题。

- 问题(Problem)和提问(Question)的联系和区分

1. 问题是期望和现状差异，其存在是客观的，只要有期望和现实的差异，它就存在，不以人的主观意志为转移(这个论点是值得讨论的)；提问是把问题用适合的方式陈述出来，提问是人解决问题的一个步骤；
2. 问题是提问的基础；提问是问题被解决问题的主体处理的过程和方法。人解决问题的过程中关键的活动之一就是不断更准确的重新定义（重构）问题表达方式，使得主体对问题客体认识偏差不断得到缩小（但是偏差可能是无法完全消除的，有认为真理是可以无限趋近但是不可完美获得的，对问题的定义也是这样），从而利于发现合逻辑的解释方法和问题的解决方法；同样的问题可以有多种不同的提问的方法，而提问的形式和解决问题的目的，和提问的主体有密切的相关性；甚至有通过变换问题的提问方式，来促进解决问题的方法。

## 问题的分类
- 以问题的领域分

比如计算机领域的问题和经济学科的问题；此类划分根据问题研究者的知识领域进行划分，但是需要注意可能有些问题被不同的领域覆盖到，并且同样的问题被以不同的形式定义出来。通常这类问题的解决会促成学科的交流和融合。相反的是，由于某个交叉领域问题比较丰富，而可能催生新的学科，比如物理化学。
- 从问题的解决状态分类

1. 待解决的问题。就是对于问题解决的主体（群体）而言，期望和现状的差异没有得到逻辑优雅的解释，或者合理的解决方案；需要注意的是，可能同样问题的不同的表达形式在另外的领域已经有良好的解，但是由于领域的隔阂造成在其他的学科依然为待解决问题；
2. 已经解决的问题。就是对于问题解决的主体（群体）而言，期望和现状的差异已经得到逻辑优雅的解释，或者合理的解决方案。需要注意的是，随着学科认识的发展，已经解决的问题可能重新变成待解决的问题，或者待解决问题的一个部分，被以新的视角进行考量。已经解决的问题及其解的集合往往被有系统的归类进入学科的知识体系。按照证伪的知识论的观点，把解的集合归类进入知识体系可能会为后继的科学发展带来正负两个方面的影响

## 问题的属性
- 伪问题和真问题

- 问题的核心和根本原因

有问题产生链如下：原因A导致B ，而B又导致C；在这个问题链条上，A可以被称为问题C的根本原因(root cause)；而在问题的核心是造成期望和现状差异的关键部分，其余部分要么是这个问题的衍生，要么是和差异部分关系不紧密的部分。问题的核心属于根本原因的集合，但是根本原因可能不止一个，并且其和造成问题的差异关联程度也是有相对区别的。
- 等价问题

同样问题(Problem)可以不同的形式表达出来（Question），就问题的本性而言，这些的不同的表达是等价的，可称为等价问题；也可以通过问题等价的特性，变换问题的表达方式，以便于问题解决者处理问题，比如费马大定理的就是通过不断的变换问题表达方式处理和解决的。

## 问题的发现
从感知没有被满足的期望开始，到问题被完整定义为止。往往人们感知一个问题，是由于在活动或者研究中，发现有些期望没有和现状符合，并开始寻找原因。
对于“实践出真知”的论点而言，可以解析为，实践发现问题，在解决问题的过程中获得知识。那么实践是发现期望和现实差异的前提，期望是导致差异的必要条件，而期望和现实差异是感知问题的直接诱因。

## 问题的定义

### 要素
- 期望
- 现状
- 期望和现状的差异

### 方法和意义
良好的定义问题是解决问题的关键步骤。
定义问题就是鉴别期望和现状的差异。有如下几个关键点：
1. 首要的是，收集整理关于现状的可信的信息，而不要假设已经拥有完备的可信信息；
2. 不暗示倾向于某种原因或者解决方法；
3. 只陈述现状和期望的状态；
4. 在解决问题的过程中，问题的定义可能（有必要）会不断的改进或者转换形式。

## 问题相关
- 原因
- 研究

有认为
- 知识主要是对系统组织的问题的解答 （页面存档备份，存于）集合，而；
- 研究是解决问题的有组织的活动；

## 例子
- 费马大定理
- 千禧年大奖难题
- 華生選擇任務
- 香港越南船民問題
- 三农问题

## 应用
- 基于问题的学习(Problem-Based-Learning)

Problem-based learning (PBL) 是一种教学方法。PBL通过让学习者（通过合作）解决实际的问题提升学习者学习能力。PBL中的问题用于激发学生对事物的好奇心。通过PBL可以培养学生的批判思考能力，分析思考的品性以及获取、合理使用材料的能力。  -- Barbara Duch
- 用提问 （页面存档备份，存于）的方法引导研究

“和坦然被动的接受知识(或者想当然的知识)不同,提问的方法(problematization)将知识表达成问题,从而开放的接受关于这个问题的新的观点,想法,反思以及行动。”

## 关于问题的言论
“The world we have made as a result of the level of thinking we have done thus far creates problems we cannot solve at the same level of thinking at which we created them.
”
Albert Einstein
“It's not that I'm so smart, it's just that I stay with problems longer.”
Albert Einstein
“The important thing is not to stop questioning.”
Albert Einstein

## 提问时用到的词
- 关于内容和原理
  - 什么?
  - 为什么?
- 关于过程
  - 如何?
- 关于情境
  - 谁？
  - 在哪？
  - 什么时候？

## 答案
答案是對問題的具體答复，其形式會隨問題而变化。对于简单的二元問題，答者回答是或不是即可；而其它问题（如他是谁、为什么）则可能需要較完整的答案（如某人的姓名），甚至是更複雜的答案（如第二次世界大戰的起因或者哥德巴赫猜想）。

## 外部連結
- Sometimes the question is more important than the answer （页面存档备份，存于）
- How To Ask Questions The Smart Way （页面存档备份，存于）
- 基于问题的学习 （页面存档备份，存于）
- How to solve it （页面存档备份，存于）
- 問題 （页面存档备份，存于）
- 如何定义问题？ （页面存档备份，存于）